# يوردن فان فوريست
يوردن فان فوريست Jorden van Foreest (ولد في 30 أبريل 1999) لاعب شطرنج هولندي يحمل لقب أستاذ كبير.

## حياته
- تعلم الشطرنج من والده في سن السادسة، وبدأ اللعب المنتظم في سن التاسعة.

## ألقاب
- نال لقب أستاذ دولي عام 2014 في سن الخامسة عشر.
- حقق شروط الحصول على لقب أستاذ كبير عام 2015 في سن السادسة عشر. ومنحه الاتحاد الدولي للشطرنج اللقب رسمياً عام 2016. مما جعله أصغر هولندي يحصل على هذا اللقب (مع العلم أن أنيش غيري حصل على اللقب في سن أصغر منه، لكنه لم يكن يحمل الجنسية الهولندية وقتها).

## تصنيف
- بلغ في تصنيف إيلو 2629 نقطة في يناير 2018.

## إنجازات
- فاز ببطولة هولندا للشطرنج عام 2016.
- فاز ببطولة أوروبا تحت 14 سنة عام 2013 بنتيجة 7.5 من 9 نقاط (+6-0=3).
- لعب في بطولة العالم للشطرنج للشباب عام 2015، وفاز بالمركز السادس بنتيجة 8 من 13 نقطة (+5-2=6).
- فاز بمهرجان غروننغن للشطرنج عام 2015 بنتيجة 7.5 من 9 نقاط (+7-1=1).
- فاز ببطولة هولندا للشطرنج عام 2016 بنتيجة 5.5 من 7 نقاط (+5-1=1).
- لعب في بطولة هولندا للشطرنج عام 2017، وفاز بالمركز السابع بنتيجة 3 من 7 نقاط (+2-3=2).
- لعب في بطولة فرق أوروبا للشطرنج عام 2017 بنتيجة 5 من 7 نقاط (+4-1=2).

## التدريب
- دربه في عام 2017 الهولندي سيرغي تيفياكوف الحائز على بطولة هولندا مرتين.

## روابط خارجية
- يوردن فان فوريست على موقع الاتحاد الدولي للشطرنج (الإنجليزية)
- يوردن فان فوريست على موقع مباريات الشطرنج (الإنجليزية)
- يوردن فان فوريست على موقع 365Chess.com (الإنجليزية)
- يوردن فان فوريست على موقع Chesstempo.com (الإنجليزية)
- يوردن فان فوريست على موقع الاتحاد الأمريكي للشطرنج (الإنجليزية)